# IL18BP
IL18BP‏ (Interleukin 18 binding protein) هوَ بروتين يُشَفر بواسطة جين IL18BP في الإنسان.